# Данилов, Алексей Васильевич
Алексей Васильевич Данилов (1 июня 1923, Вязовка, Екатериновский район — 11 декабря 1985, Дедовск, Московская область) — Гвардии майор Советской Армии, участник Великой Отечественной войны, Герой Советского Союза (1945).

## Биография
Алексей Данилов родился 1 июня 1923 года в селе Вязовый Враг (ныне — Вязовка, Екатериновский район Саратовской области). Окончил три курса Московского речного техникума и аэроклуб Кировского района Москвы. В 1939 году Данилов поступил на учёбу в Пермское авиационное училище. В 1941 году он окончил Кировабадскую военную авиационную школу. С августа 1942 года — на фронтах Великой Отечественной войны. Принимал участие в боях на Западном, Центральном, Калининском, Северо-Западном, Волховском, Воронежском, Степном, 2-м и 1-м Украинском фронтах. Участвовал в боях подо Ржевом, Великим Луками и Демянском, прорыве блокады Ленинграда, битве на Курской дуге, освобождении Украинской ССР, Румынии, Польши, Чехословакии, боях в Германии.
К концу войны гвардии лейтенант Алексей Данилов командовал звеном 161-го гвардейского бомбардировочного авиаполка (8-й гвардейской бомбардировочной авиадивизии, 6-го гвардейского бомбардировочного авиакорпуса, 2-й воздушной армии 1-го Украинского фронта). За время своего участия в войне он совершил 179 боевых вылетов на бомбардировщике «Пе-2», нанеся большой ущерб противнику, а также выполнил ряд важных заданий командования по воздушной разведке.
Указом Президиума Верховного Совета СССР от 27 июня 1945 года гвардии лейтенант Алексей Данилов был удостоен высокого звания Героя Советского Союза с вручением ордена Ленина и медали «Золотая Звезда» за номером 7883..
После окончания войны Данилов продолжил службу в Советской Армии. Окончил Военно-воздушную академию. В 1956 году в звании майора он был уволен в запас.Работал мастером ГДЗС в профессиональной пожарной части. Проживал в городе Дедовск в доме по улице Энергетиков 22 .Московской области, умер 11 декабря 1985 года.Похоронен на старом городском кладбище города Истры.

## Награды
Был также награждён двумя орденами Красного Знамени, двумя орденами Отечественной войны 1-й степени, рядом медалей, в том числе чехословацкой «За храбрость».